# PSA World Tour Finals 2019/20
Die PSA World Tour Finals 2019/20 der Herren fanden vom 28. September bis 3. Oktober 2020 in der ägyptischen Hauptstadt Kairo statt. Die 25. Austragung des Saisonabschlussturniers war Teil der PSA World Tour 2019/20 und mit 185.000 US-Dollar dotiert. Ursprünglich sollte das Turnier im Juni 2020 stattfinden, wurde aber aufgrund der COVID-19-Pandemie verschoben. Parallel fand das Saisonabschlussturnier der Damen statt.
Vorjahressieger Karim Abdel Gawad stand erneut im Finale des Turniers, das von dem Weltranglistenersten Mohamed Elshorbagy aus persönlichen Gründen ausgelassen wurde. Im Endspiel traf Gawad, der sich im Halbfinale in zwei Sätzen gegen Joel Makin durchsetzte, auf Elshorbagys Bruder Marwan Elshorbagy, der zuvor im Halbfinale Ali Farag in zwei Sätzen besiegt hatte. Elshorbagy dominierte die Partie mit 11:6, 11:5 und 11:3, womit er die World Tour Finals zum ersten Mal gewann.

## Qualifikation und Modus
Weltmeister Tarek Momen war direkt qualifiziert, ebenso die Gewinner aller Turniere der Kategorie PSA World Tour Platinum der Saison 2019/20. Alle Plätze, die durch mehrfache Titelträger übrig blieben, gingen an den nächsten Spieler in der Punkterangliste. Qualifizierte Spieler sind fett markiert.
| #  | Spieler              | Punkte | Turniere | Platinum-Siege |
| -- | -------------------- | ------ | -------- | -------------- |
| 1  | Mohamed Elshorbagy 1 | 12.415 | 8        | 1              |
| 2  | Ali Farag            | 10.710 | 6        | 2              |
| 3  | Tarek Momen          | 10.510 | 8        |                |
| 4  | Paul Coll            | 9.080  | 8        |                |
| 5  | Karim Abdel Gawad    | 8.110  | 7        | 1              |
| 6  | Marwan Elshorbagy    | 5.525  | 10       |                |
| 7  | Diego Elías          | 5.460  | 9        |                |
| 8  | Joel Makin           | 5.195  | 10       |                |
| 9  | Simon Rösner         | 4.365  | 8        |                |
| 10 | Saurav Ghosal        | 3.930  | 9        |                |
| 11 | Fares Dessouki       | 3.255  | 7        |                |
| 12 | Mazen Hesham         | 3.090  | 9        |                |
| 13 | Grégoire Marche      | 2.840  | 9        |                |
| 14 | Mathieu Castagnet    | 2.770  | 9        |                |
| 15 | Zahed Salem          | 2.743  | 8        |                |
| 16 | Omar Mosaad          | 2.675  | 8        |                |

 1 Mohamed Elshorbagy sagte seine Teilnahme ab.
Die Vorrunde wurde in zwei Gruppen mit je vier Spielern im Best-of-three-Format ausgetragen. Für einen 2:0-Sieg wurden vier Punkte, für einen 2:1-Sieg drei Punkte und für eine 1:2-Niederlage ein Punkt vergeben. Bei Punktgleichheit entschied der direkte Vergleich. Waren drei oder mehr Spieler am Ende punktgleich, zählte das Verhältnis der gewonnenen Einzelpunkte. Die Gruppensieger und -zweiten zogen ins Halbfinale ein, das ebenfalls im Best-of-three-Format gespielt wurde. Das Finale wurde über drei Gewinnsätze ausgetragen.

## Preisgelder und Weltranglistenpunkte
Bei dem Turnier wurden die folgenden Preisgelder und Weltranglistenpunkte für das Erreichen der jeweiligen Runde ausgezahlt bzw. gutgeschrieben. Die Beträge sind nicht kumulativ zu verstehen. Das Gesamtpreisgeld betrug 185.000 US-Dollar.
| Runde          | Preisgeld |
| -------------- | --------- |
| Sieg           | 52.725 $  |
| Finale         | 35.150 $  |
| Halbfinale     | 21.969 $  |
| Gruppendritter | 13.181 $  |
| Gruppenvierter | 8.788 $   |

| Runde                 | Punkte   |
| --------------------- | -------- |
| Sieg                  | + 1000 1 |
| Finale                | + 550    |
| Halbfinale            | + 200    |
| Gruppenphase pro Sieg | + 150    |

 1 Sollte der Gewinner ungeschlagen bleiben, erhält er einen Bonus von zusätzlichen 150 Punkten.

## Finalrunde

### Gruppenphase

#### Gruppe A

##### Tabelle
| Pos. | Setzliste | Spieler           | Spiele | Sätze | EP    | Punkte |
| ---- | --------- | ----------------- | ------ | ----- | ----- | ------ |
| 1    | 4         | Karim Abdel Gawad | 2:1    | 5:3   | 69:77 | 8      |
| 2    | 1         | Ali Farag         | 2:1    | 5:3   | 86:66 | 8      |
| 3    | 6         | Diego Elías       | 1:2    | 4:5   | 81:85 | 5      |
| 4    | 8         | Simon Rösner      | 1:2    | 2:5   | 65:73 | 3      |

##### Ergebnisse
| Spieler           | Spieler           | Ergebnis          |
| ----------------- | ----------------- | ----------------- |
| Ali Farag         | Simon Rösner      | 12:10, 11:6       |
| Karim Abdel Gawad | Diego Elías       | 11:9, 3:11, 5:11  |
| Ali Farag         | Karim Abdel Gawad | 8:11, 11:4, 8:11  |
| Diego Elías       | Simon Rösner      | 11:8, 9:11, 6:11  |
| Ali Farag         | Diego Elías       | 14:16, 11:5, 11:3 |
| Karim Abdel Gawad | Simon Rösner      | 13:11, 11:8       |

#### Gruppe B

##### Tabelle
| Pos. | Setzliste | Spieler           | Spiele | Sätze | EP    | Punkte |
| ---- | --------- | ----------------- | ------ | ----- | ----- | ------ |
| 1    | 5         | Marwan Elshorbagy | 2:1    | 4:2   | 55:47 | 8      |
| 2    | 7         | Joel Makin        | 2:1    | 4:3   | 64:55 | 7      |
| 3    | 2         | Tarek Momen       | 1:2    | 3:4   | 64:61 | 5      |
| 4    | 3         | Paul Coll         | 1:2    | 2:4   | 41:61 | 4      |

##### Ergebnisse
| Spieler           | Spieler           | Ergebnis         |
| ----------------- | ----------------- | ---------------- |
| Tarek Momen       | Joel Makin        | 5:11, 11:6, 9:11 |
| Paul Coll         | Marwan Elshorbagy | 6:11, 5:11       |
| Tarek Momen       | Paul Coll         | 9:11, 8:11       |
| Marwan Elshorbagy | Joel Makin        | 11:8, 11:6       |
| Tarek Momen       | Marwan Elshorbagy | 11:8, 11:3       |
| Paul Coll         | Joel Makin        | 3:11, 5:11       |

### Halbfinale
| Spieler           | Spieler    | Ergebnis          |
| ----------------- | ---------- | ----------------- |
| Karim Abdel Gawad | Joel Makin | 11:9, 11:8        |
| Marwan Elshorbagy | Ali Farag  | 11:9, 7:11, 12:10 |

### Finale
| Spieler           | Spieler           | Ergebnis         |
| ----------------- | ----------------- | ---------------- |
| Karim Abdel Gawad | Marwan Elshorbagy | 6:11, 5:11, 3:11 |